# Département de La Paz (Catamarca)
Pour les articles homonymes, voir Département de La Paz.
Le département de La Paz est une des 16 subdivisions de la province de Catamarca, en Argentine. Son chef-lieu est la ville de Recreo.
Le département a une superficie de 8 149 km2. Sa population s'élevait à 21 061 habitants, selon le recensement de 2001, d'où une densité de 2,6 hab./km2. La population était estimée à 24 782 habitants en 2008.
Le département compte une seconde ville : Icaño.

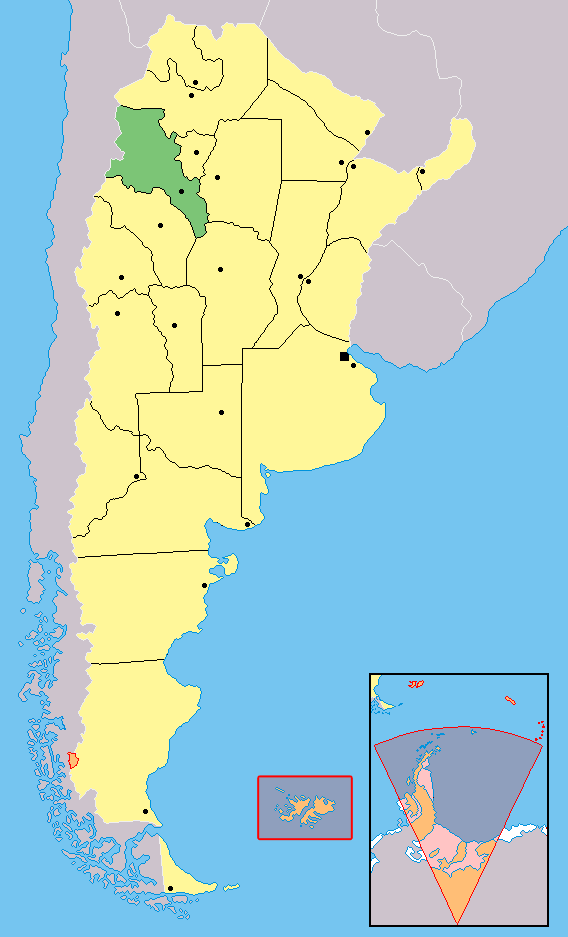
Localisation de la province de Catamarca en Argentine.